# Chiến dịch Luhansk
Chiến dịch Luhansk (Luhansk Oblast campaign) là chiến dịch của Nga phát động tại tỉnh Luhansk nhằm kiềm chế đà tiến công của Ukraina trong cuộc phản công quy mô lớn ở khu vực Đông Bắc vào tháng 9 năm 2022 đã lấy lại lãnh thổ rộng lớn bị Nga chiếm đóng. Kể từ ngày 19 tháng 9 năm 2022, một chiến dịch quân sự đã diễn ra dọc theo tiền tuyến dài 60 km ở các khu vực phía tây của Luhansk Oblast và các khu vực viễn đông của Kharkiv Oblast trong bối cảnh Nga xâm lược Ukraina. Chiến dịch này còn được gọi là Phòng tuyến Svatove–Kreminna hoặc Phòng tuyến Kupiansk–Svatove–Kreminna–Bilohorivka sau các khu định cư lớn dọc theo mặt trận được thiết lập, chiến dịch bắt đầu một ngày sau khi Quân đội Ukraina tái chiếm thành phố Lyman gần đó trong cuộc phản công chớp nhoáng ở miền Bắc trong năm 2022, sau đó tiền tuyến bị đóng băng trong vài tháng tiếp theo.

## Diễn biến trước chiến dịch

### Chiến dịch Donbas (18/4-6/9/2022)
Với sự sụp đổ của Lysychansk và vùng ngoại ô phía tây của nó vào tháng 7 năm 2022, quân Nga và nhà nước bù nhìn Cộng hòa nhân dân Luhansk lần đầu tiên tuyên bố toàn quyền kiểm soát Luhansk Oblast coi như đã đạt được mục tiêu chiến dịch của Nga. Bilohorivka trở thành một trong những khu định cư cuối cùng ở vùng Luhansk nằm dưới sự kiểm soát của Nga.

### Chiến dịch phản công Kharkiv (6/9-1/10/2020)
Tuy nhiên, trong cuộc phản công Kharkiv năm 2022, vào ngày 19 tháng 9 năm 2022, quân Nga buộc phải rời khỏi Bilohorivka, lại bắt đầu giao tranh ác liệt để giành ngôi làng. Những thành tựu này đã giúp Ukraine lấy lại được "thế đứng chân trong khu vực". Kreminna là một thành phố có tính chiến lược cao trong chiến tranh. Nếu Ukraine chiếm lại Kreminna và Svatove gần đó, điều đó có thể cho phép các lực lượng Ukraina tiến hành chiến dịch chiếm lại các thành phố công nghiệp quan trọng Sievierodonetsk và Lysychansk mà trước đó họ đã mất vào mùa hè năm 2022.

## Chiến dịch

### Chiến dịch của quân đội Ukraina ở Luhansk (1/10/2022-25/1/2023)
Vào ngày 2 tháng 10 năm 2022, lực lượng Ukraine bắt đầu bắn phá dữ dội các vị trí của Nga ở Kreminna, tiến xa tới xa lộ R-66. Ngày hôm sau, quân đội Ukraine đã vượt qua được một đoạn đường cao tốc giữa Chervonopopivka và Pishchane, mặc dù đã bị lực lượng Nga đẩy lùi. Theo người đứng đầu Cơ quan quản lý quân sự khu vực Luhansk là Serhiy Haidai, để chống lại các bước tiến của Ukraina, các lực lượng Nga đã khai thác tất cả các con đường tiếp cận Kreminna và Svatove. Từ ngày 2 đến ngày 13 tháng 10 năm 2022, quân đội Ukraine đã chiếm lại 14 thị trấn và làng mạc, bao gồm Borova, dọc theo biên giới Kharkiv-Luhansk. Lực lượng Ukraine cũng tiến về phía Chervonopopivka trên đường cao tốc Svatove-Kreminna, mặc dù họ đã bị đẩy lui khỏi vị trí vào ngày 5 tháng 10 năm 2022. Hai ngôi làng nữa được quân Ukraine giải phóng vào ngày 24 tháng 10 năm 2022.
Vào ngày 18 tháng 10, quân Nga tấn công Bilohorivka, Stelmakhivka, Hrekivka, Nadia vàNovoiehorivka, nhưng thât bại. Quân Nga sau đó tiếp tục pháo kích những ngôi làng này liên tục. Giao tranh tiếp tục diễn ra xung quang Bilohorivka trong ngày 9 tháng 10, nơi giao tranh ác liệt diễn ra dọc theo các con đường trong nhiều tuần, thậm chí là tháng.
Vào ngày 2 tháng 11, lực lượng Nga cố gắng tấn công làng Makiivka, huyện Svatove, nhưng thất bại, 529 trên 570 người bị giết, 29 người sống sót và 12 người bị thương, theo 1 người lính Nga sống sót sau cuộc tấn công. Một số nguồn cho biết rằng, đơn vị này thuộc về Trung đoàn Súng trường Cơ giới số 362, vốn đã mất đi hơn nửa quân số ở Svatove (tức 2,500 người) và chỉ còn 100 người sót lại, dù rằng không có gì xác thực được điều đó. Trong khi đó, 21 binh sĩ của Trung đoàn Súng trường Cơ giới số 346 đã đầu hàng quân đội Ukraina theo hướng Svatove.
Vào ngày 13 tháng 11, chỉ huy của đơn vị BARS-13 (một đơn vị của binh sĩ dự bị Nga) cho biết quân đội Ukraina đã phản công gần Kremnina, tiến được 12 km về phía nam thành phố theo hướng Bilohorivka. Cuộc phản công này được cho là để tái chiếm lại phần lãnh thổ bị mất ở phía nam sông Donets ở Luhansk. Các cuộc tấn công sử dụng hệ thống M142 HIMARS cũng bắt đầu ở Luhansk. Serhiy Haidai, tỉnh trưởng tình Luhansk, vào ngày 17 tháng 11 cho biết rằng giao tranh khốc liệt đang diễn ra gần Bilohorivka. Vào ngày 8 tháng 12, ông Serhiy Haidai cho biết quân đội Nga đang di chuyển thêm lính tới khu vực Bilohorivka để chiếm khu định cư này.

### Chiến dịch phản công mùa hè của Ukraina (4/6-cuối 2023)
Trong cuộc phản công năm 2023 của Ukraina, trong đó các lực lượng Nga đã ở các vị trí phòng thủ dọc theo phần lớn tiền tuyến, phòng tuyến Svatove–Kreminna là một trong những nơi duy nhất mà họ vẫn đang bị tấn công. Từ ngày 19 đến ngày 20 tháng 6 năm 2023, lực lượng Nga tăng cường các hoạt động tấn công trên tuyến Svatove-Kreminna, đặc biệt là theo hướng Kupiansk và phía tây Kreminna (ở khu rừng Kreminna). Lực lượng Nga đã giành được nhiều thắng lợi ở khu vực Kupiansk vào ngày 19 tháng 6 năm 2023. Lực lượng Ukraine tiến hành phản công vào ngày 21 tháng 6 năm 2023 với mục đích làm suy yếu tiềm năng tấn công của nỗ lực của Nga nhưng không có kết quả rõ rệt. Vào ngày 7 tháng 9 năm 2023, các đơn vị của Cơ quan Biên phòng Nhà nước Ukraina đã tiến vào các khu định cư Topoli và Stroivka, kéo cờ Ukraina trên các tòa nhà hành chính của khu định cư. Các khu định cư, gần biên giới với Nga, đã bị quân đội Nga bỏ hoang kể từ cuộc phản công Kharkiv năm 2022, nhưng các lực lượng Ukraina đã không thể giải phóng các khu định cư do sự kiểm soát của pháo binh Nga trong khu vực khiến chúng rơi vào tình trạng "vùng xám" vì không bên nào kiểm soát được những địa điểm đó.